# بوتسوانا في الألعاب الأولمبية الصيفية 2020
تنافست بوتسوانا في دورة الألعاب الأولمبية الصيفية 2020 في طوكيو . كان من المقرر في الأصل أن تقام في الفترة من 24 يوليو إلى 9 أغسطس 2020 ، تم تأجيل الألعاب إلى 23 يوليو إلى 8 أغسطس 2021 ، بسبب وباء COVID-19 .  كان هذا الظهور الحادي عشر على التوالي لها في دورة الألعاب الأولمبية الصيفية.

## الحاصلون على الميداليات
| ميدالية | اسم                                                   | رياضة       | هدف                    | تاريخ   |
| ------- | ----------------------------------------------------- | ----------- | ---------------------- | ------- |
| برونزية | إسحاق ماكوالا بايابو ندوري زيباني نغوزي بابولوكي طيبة | ألعاب القوى | تتابع 4 × 400 متر رجال | 7 أغسطس |

## المنافسين
فيما يلي قائمة بعدد المتنافسين في الألعاب.
| رياضة       | رجال | سيدات | المجموع |
| ----------- | ---- | ----- | ------- |
| ألعاب القوى | 6    | 3     | 9       |
| ملاكمة      | 1    | 1     | 2       |
| سباحة       | 1    | 0     | 1       |
| رفع الاثقال | 0    | 1     | 1       |
| المجموع     | 8    | 5     | 13      |

## روابط خارجية
- بوتسوانا في دورة الألعاب الأولمبية الصيفية 2020 في أولمبيديا